# Amerikanische Küche
Die Küchentraditionen des amerikanischen Kontinents unterscheiden sich regional sehr stark. Allen gemeinsam ist, dass hier traditionelle Elemente der Europäische Küche und die Regional- und Länderküchen der Einwanderer mit amerikanischen Nahrungsmitteln und den Zubereitungsarten der indigenen Völkern vermischt wurden.
Grobe Gliederung der amerikanischen Küchentraditionen:
- US-amerikanische Küche
  - Südstaatenküche
  - California Cuisine
  - Cajun-Food
  - Soul-Food
  - Tex-Mex-Küche
  - Deutsche Küche in den Vereinigten Staaten

- Mittelamerikanische Küche
  - Mexikanische Küche
- Karibische Küche
- Südamerikanische Küche
  - Argentinische Küche
  - Brasilianische Küche
  - Peruanische Küche